# Río Bermejo-Vinchina

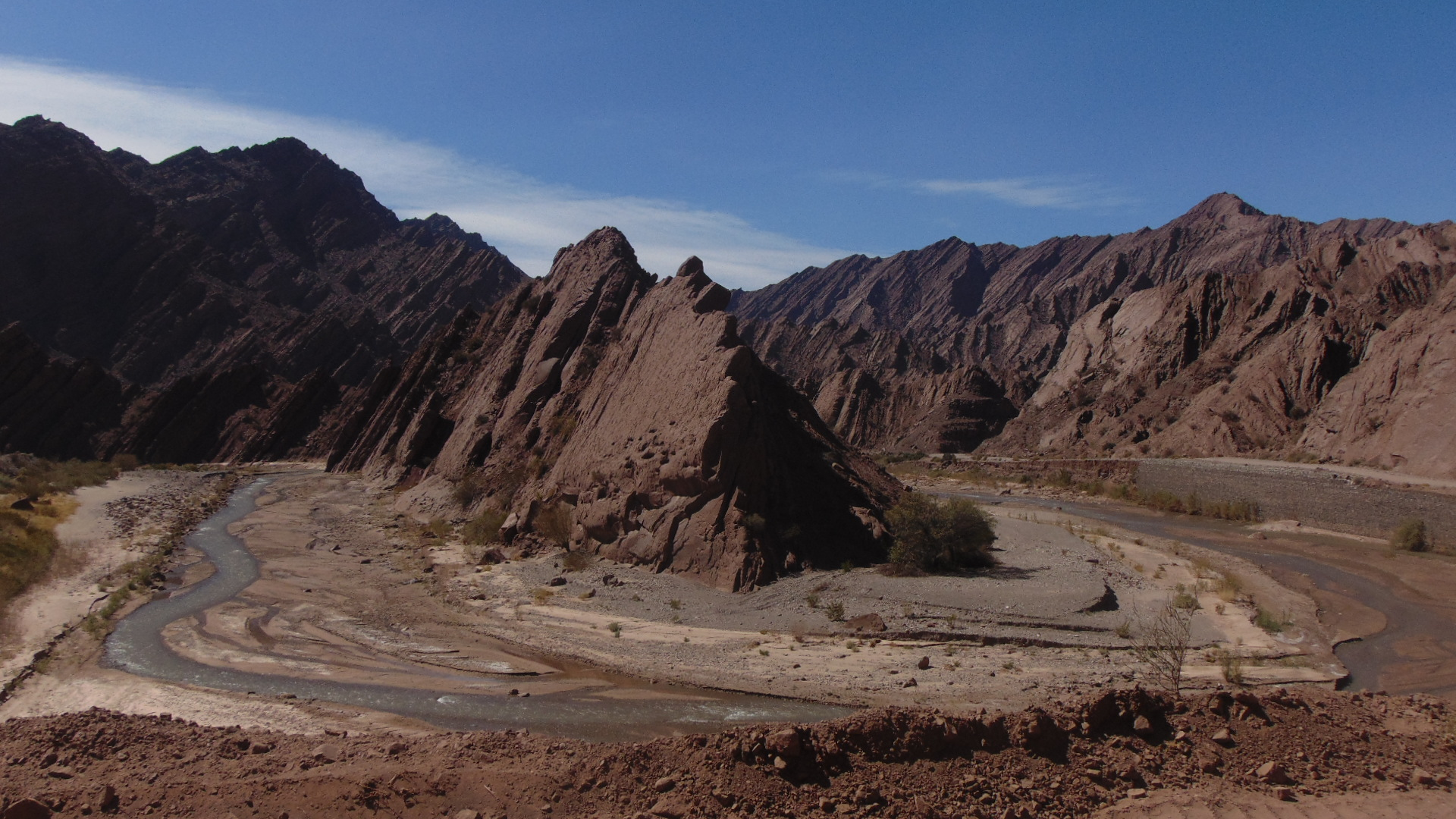
Le Vinchina traversant la quebrada La Troya près de Villa San José de Vinchina.

Le río Bermejo ou río Vinchina, en Argentine est le nom donné au cours supérieur du río Desaguadero. Il coule dans les provinces de La Rioja et de San Juan. 

## Géographie
Il naît sur les pentes du pic du Nacimiento del Bonete, au nord-ouest de la province de La Rioja, près de la frontière avec celle de Catamarca à quelque 5 500 m d'altitude, dans la Cordillère Frontale qui précède la cordillère des Andes. Dans ces régions quasi désertiques, il reçoit successivement les noms de río de Oro, río Bonete, de río Jagüé, de río de Vinchina et de río Bermejo. Il suit la direction sud-sud-est et parcourt l'est de la province de San Juan où il pénètre dans une zone déprimée. Là il rejoint le Río Jáchal au sein du parc naturel provincial Valle Fértil.
Les eaux de ces deux cours d'eau, jointes à celles de l'abondant río San Juan, forment peu après un système lacustre appelé lagunas de Guanacache (système pratiquement desséché depuis un siècle). 
Revigoré par ces apports, il continue son cours sous le nom de río Desaguadero.
La superficie de son bassin est de 36 968 km2.

## Villes traversées
- Jagüé
- Villa San José de Vinchina
- Villa Castelli
- Villa Unión
- Los Palacios

## Hydrométrie - les débits à Vinchina
Le débit du Río Vinchina a été observé pendant 16 ans (1966-1981) à Villa San José de Vinchina (ou Vinchina), localité de la province de La Rioja située à quelque 500 kilomètres avant son débouché dans les lagunas de Guanacache. 
À Vinchina, le débit annuel moyen ou module observé sur cette période était de 1,3 m3/s pour un bassin versant de plus ou moins 5 000 km2. 
La lame d'eau écoulée dans cette portion, de loin la plus arrosée du bassin versant de la rivière atteint ainsi le chiffre modeste de 8,2 millimètres par an.